# Anschlusskommunikation
Anschlusskommunikation ist ein Begriff aus der Soziologie, der die sich an eine Äußerung anschließende kommunikative Reaktion bezeichnet. Der Begriff ist insbesondere mit der Systemtheorie des Soziologen Niklas Luhmann verbunden.
In der Systemtheorie Luhmanns als umfassender Theorie des Sozialen und der Kommunikation wird eine jeweils laufende Kommunikation betrachtet. Bei einer solchen Kommunikation schließt sich jeweils eine Auswahl des vorher Geäußerten an eine weitere an. In diesem Zusammenhang gibt es immer ein psychisches Verstehen des Sinns des Geäußerten, das sich in der Anschlusskommunikation zeigt. Das Verstehen des Sinns seinerseits teilt in der Kommunikation wieder eine Information mit, die verstanden werden muss. Psychisches Verstehen des Sinns hat so immer auch mit den Beziehungen zwischen Menschen, mit dem Sozialen zu tun. Psychisches Verstehen wird sozial sichtbar und überprüfbar, aber nur in den Möglichkeiten und Formen der Kommunikation. Der Gedanke selbst bleibt der Kommunikation prinzipiell verschlossen, weil er auf der Ebene des Bewusstseins ist. Luhmann versteht den Verstehensbegriff also psychisch und sozial.
In der Soziologie bezeichnet man in der Gegenwart besonders Gespräche über Medien und Medieninhalte als Anschlusskommunikation. Allerdings herrscht Uneinigkeit darüber, welche Phänomene der Kommunikation unter den Begriff fallen. Bedeutung und Sinn des Begriffs variieren in der Literatur stark.
In der englischsprachigen Literatur gibt es keine Entsprechung zu dem Begriff.
Bei mündlicher und schriftlicher Kommunikation steht die Anschlusskommunikation unter Beobachtung, die Teilnehmer an einer Kommunikation müssen anwesend sein oder schriftlich antworten, damit sichtbar ist, dass das Sinnangebot auch angenommen wird. Bei Massenmedien wie gedruckten Zeitungen ist das nicht möglich.
Online besteht die Möglichkeit, schriftliche Kommunikationseinheiten nacheinander und zeitgleich zu vollenden und sie, wenn nötig, in einer Anschlusskommunikation zu korrigieren. In einer umgehenden Antwort kann sich manifestieren, was der Empfänger verstanden hat. Darauf kann der andere Kommunikationsteilnehmer korrigierend eingreifen. Besonders die Onlinekommunikation hat schnelle Möglichkeiten der Korrektur, der Selbstreflexion und der Metakommunikation.
Soziales Verstehen, das in einer Anschlusskommunikation sichtbar wird, umfasst für Luhmann auch die komplette inhaltliche Zurückweisung dessen, was mitgeteilt worden ist.